# 시민 자유지상주의
시민자유지상주의(市民自由至上主義, Civil libertarianism)는 일반적인 정치적인 이념이라기보다는 법이나 나라 안에서 시민 개개인의 자유를 최대한으로 보장해야 한다는 이념이다. 그렇기 때문에 타 이념에 얽매이지 않는다.
이러한 생각을 갖고 있는 사상에는 우파 자유지상주의자나, 좌파의 아나키스트들이 있다.

## 자유주의 운동에서
자유주의 철학 영역에서 시민 자유주의자의 주요 관심사는 정부와 개인 간의 관계이다. 이론적으로 시민 자유주의자들은 국가가 시민들의 삶을 과도하게 간섭하지 않고 기본 서비스와 보안을 제공하고 기능할 수 있는 절대 최소한으로 이러한 관계를 제한하려고 한다. 시민 자유주의의 주요 원인 중 하나는 표현의 자유를 옹호하는 것이다. 특히 시민자유주의자들은 증오심 표현과 외설을 금지하는 것에 반대한다. 비록 그들이 이러한 문제와 관련된 행동을 개인적으로 용납할 수도 있고 그렇지 않을 수도 있지만, 시민 자유지상주의자들은 자유로운 공개 담론의 이점이 어떤 단점보다 중요하며 표현의 강압은 본질적으로 잘못된 것이라고 주장한다.
기타 시민 자유의지론적 입장에는 불법 약물의 전체적 또는 부분적 합법화, 매춘, 사생활 보호, 조력 사망 또는 안락사, 무기 소지 및 휴대 권리, 청소년 권리, 상의 자유 평등, 교회와 국가의 분리, 완전 또는 부분 반대, 비자발적 헌신과 외래환자 헌신, 그리고 동성결혼에 대한 지원 등이 포함될 수 있다.
개인용 컴퓨터, 인터넷, 이메일, 휴대폰 및 기타 정보 기술의 발전으로 인해 개인의 디지털 권리와 개인정보 보호에 초점을 맞춘 시민 자유주의가 등장했다.

## 같이 보기
- 민권과 참정권
- 문화적 자유주의
- 좌파 자유지상주의
- 우파 자유지상주의
- 자유

## 참고문헌
- Massaro, Toni M. (1991). “Equality and Freedom of Expression: The Hate Speech Dilemma”. 《William and Mary Law Review》 32 (2): 211–265.